# Bildhauersymposion Oggelshausen

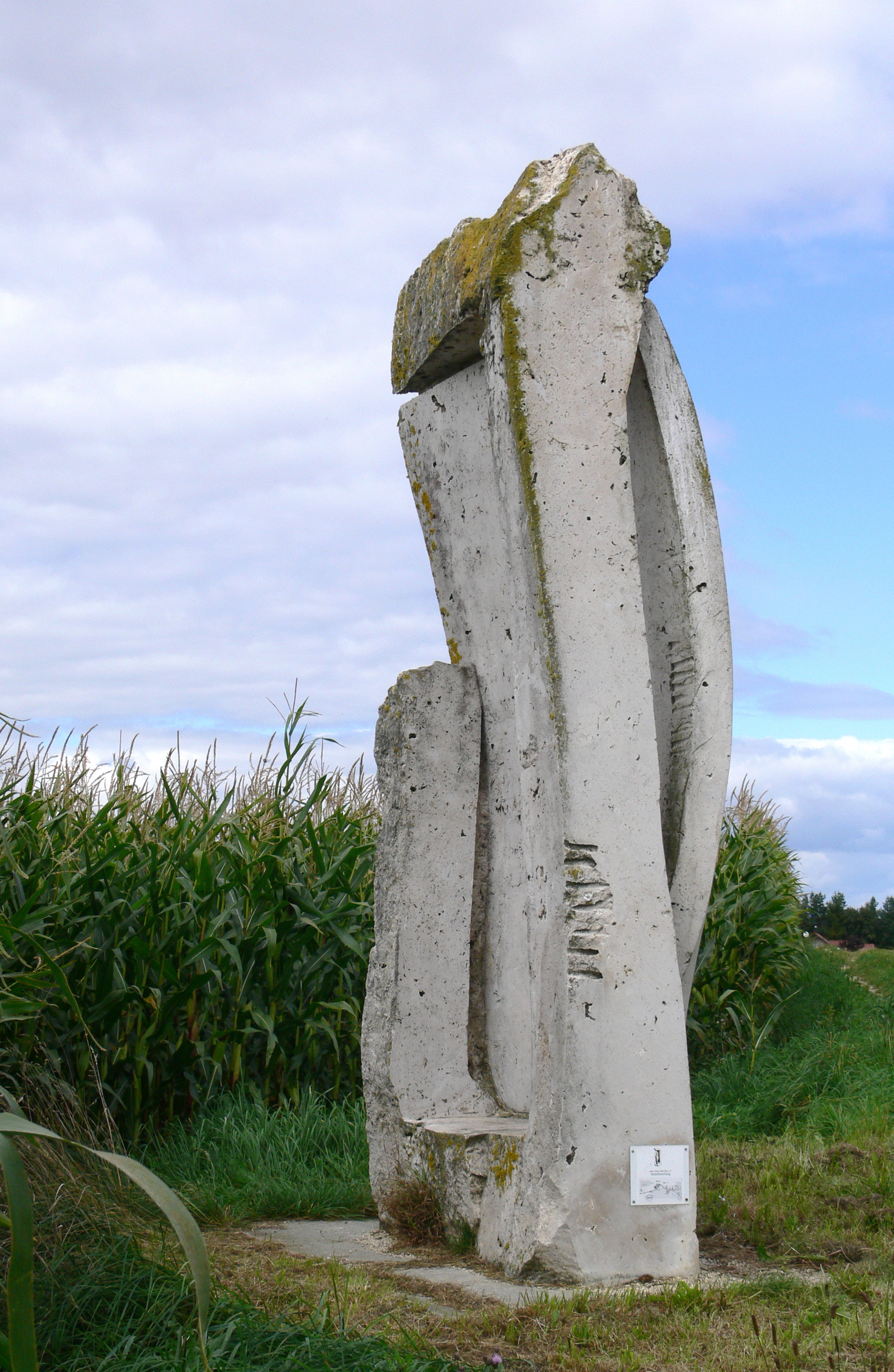
Josef Nadj: Verantwortung (2000)

Das Bildhauersymposion Oggelshausen fand erstmals im Jahre 1969 in Oggelshausen bei Bad Buchau am Federsee in Baden-Württemberg statt und wurde im Folgejahr nochmals fortgesetzt. Nach 30 Jahren konnte es erneut im Jahre 2000 stattfinden. Die Skulpturen sind auf dem Weg von Oggelshausen nach Bad Buchau aufgestellt.

## Symposion

### Symposien 1969/1970
Das erste Symposion in Oggelshausen mit 15 Bildhauern fand im Jahre 1969 auf Initiative von G. Laib, einem Arzt aus Biberach, und dem Bildhauer Elmar Daucher statt. Teilnehmer in den Jahren 1969/1970 waren:
| - Hiromi Akiyama, Japan - Maria Biljan-Bilger, Wien, Österreich - Kenneth Campbell, New York, USA - Miloš Chlupak, Prag, Tschechien | - Elmar Daucher, Oggelshausen - Makoto Fujiwara, Japan - Herbert George, New York, USA - Peter Holowka, Wien, Österreich | - Leo Kornbrust, Deutschland - Heinz L. Pistol, Stuttgart, Deutschland - Karl Prantl, Pöttsching, Österreich - Yasuo Mizui, Tokio, Japan | - Takera Narita, Japan - Zdeněk Šimek, Prag, Tschechien - Olbram Zoubek, Prag, Tschechien |

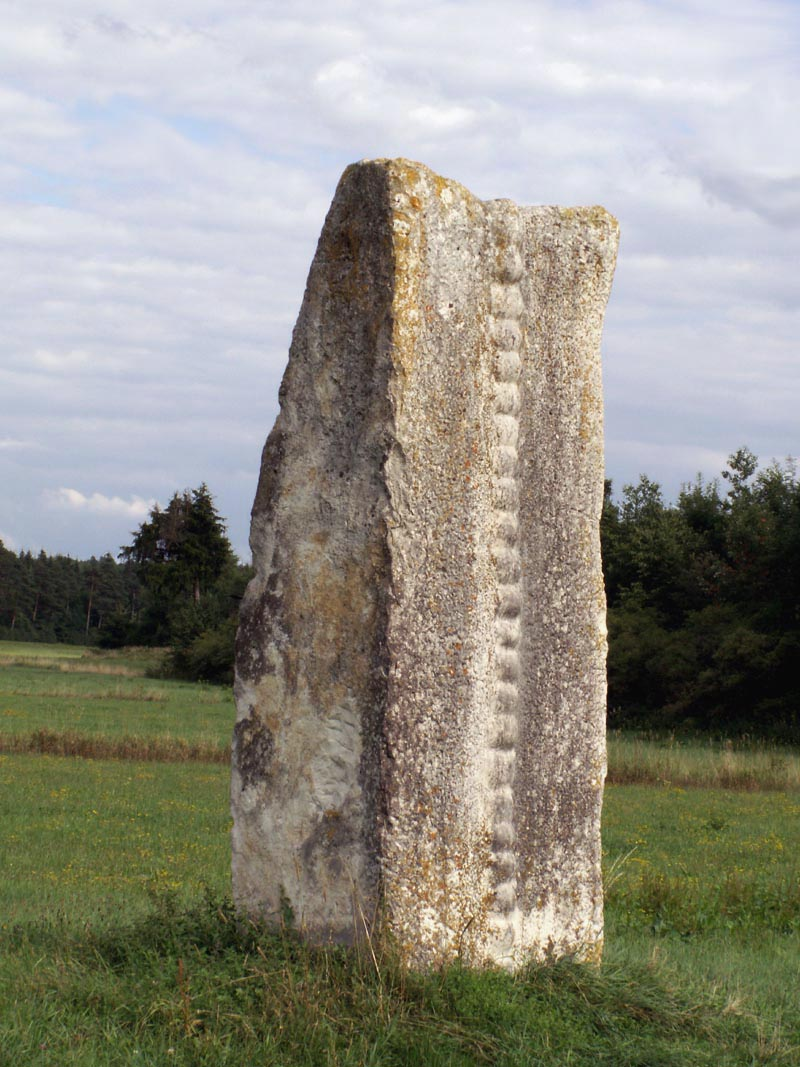
Karl Prantl: Ohne Titel (1969/70)
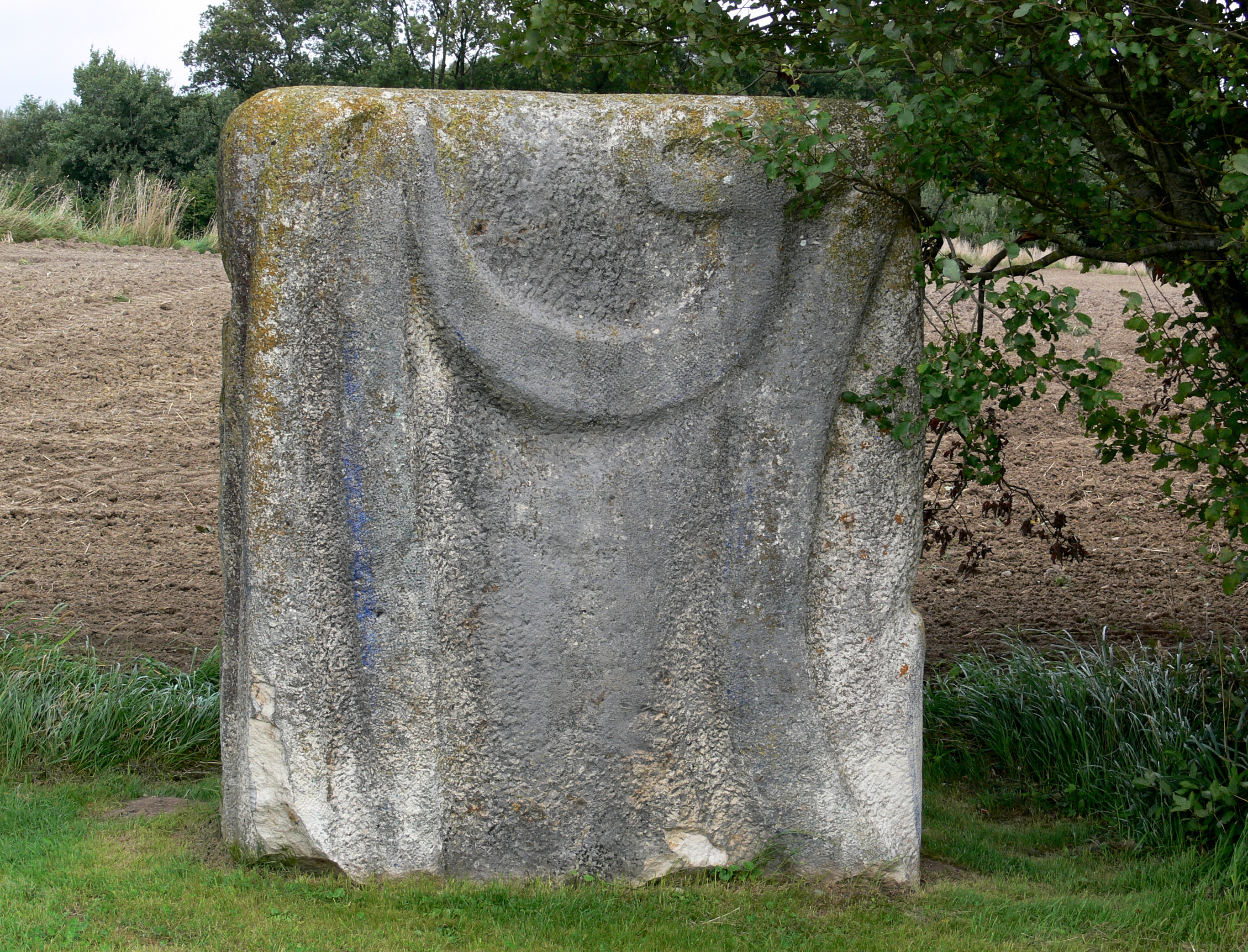
Maria Biljan-Bilger: Ohne Titel (1969/70)
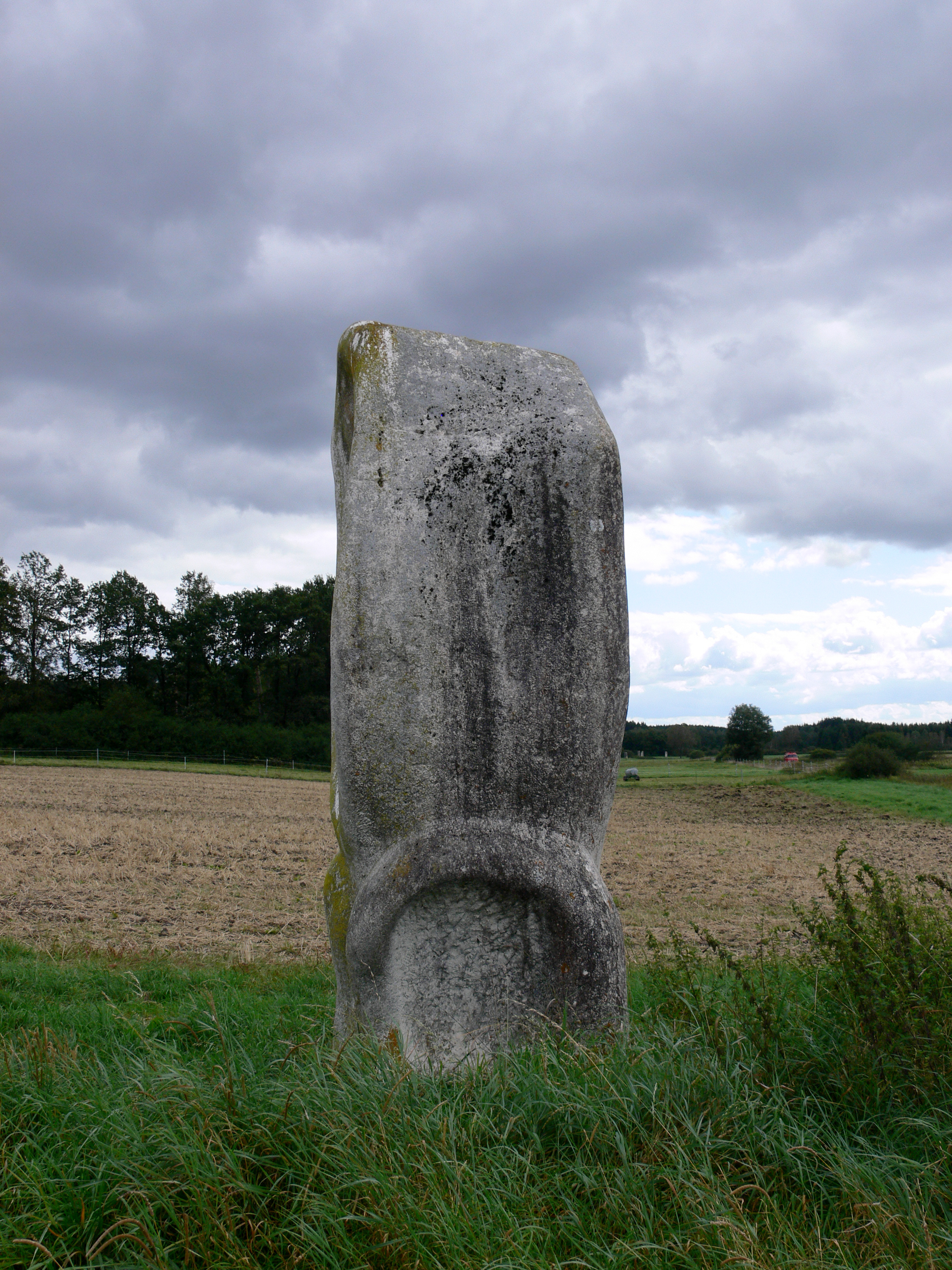
Kenneth Campbell: Untitled (1969/70)
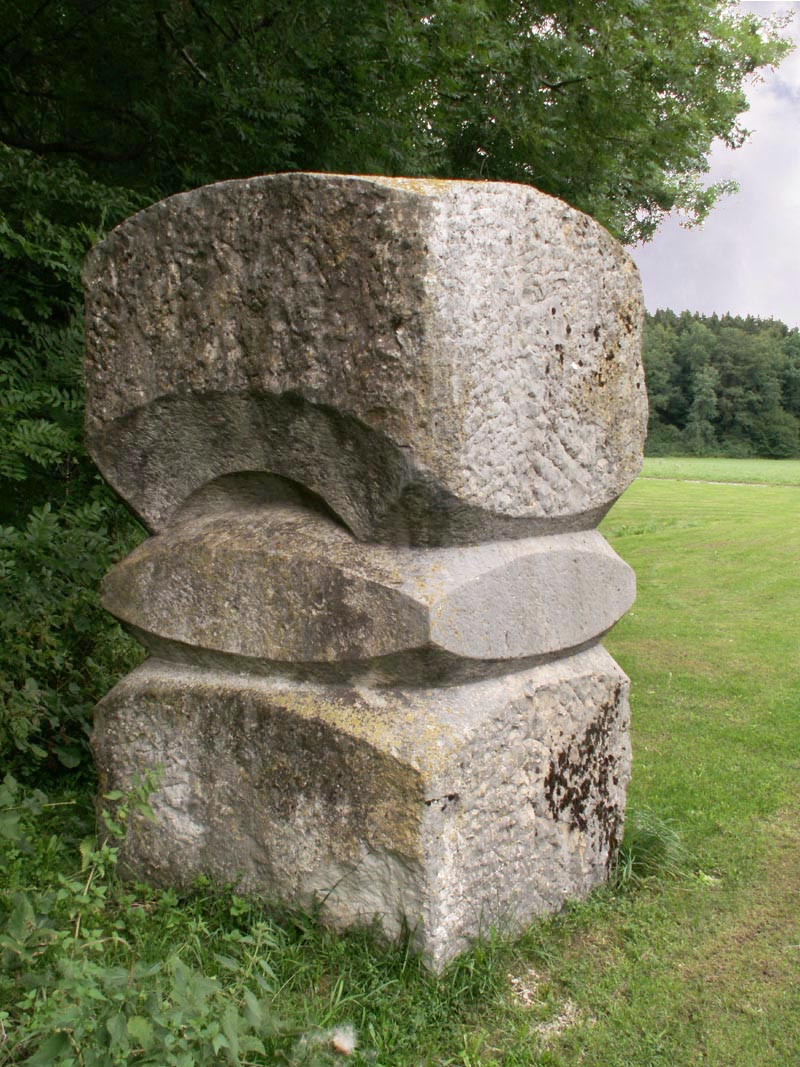
Zdeněk Šimek: Ohne Titel (1969/70)
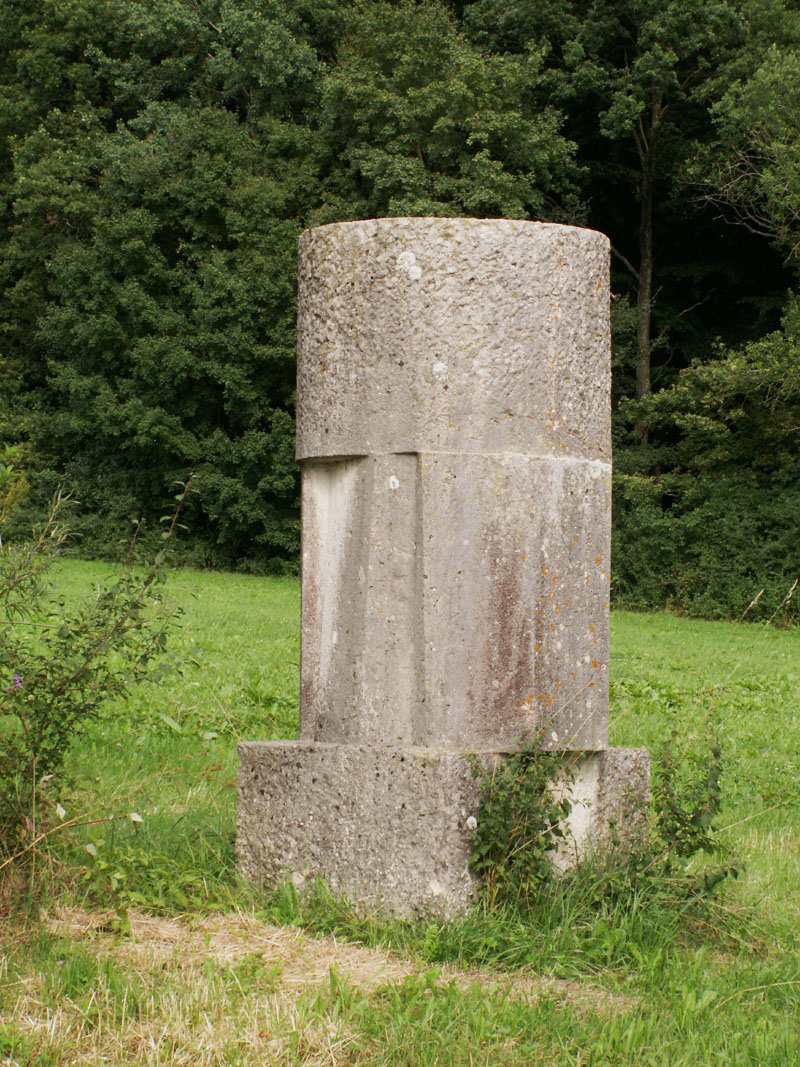
Leo Kornbrust: Ohne Titel (1969/70)
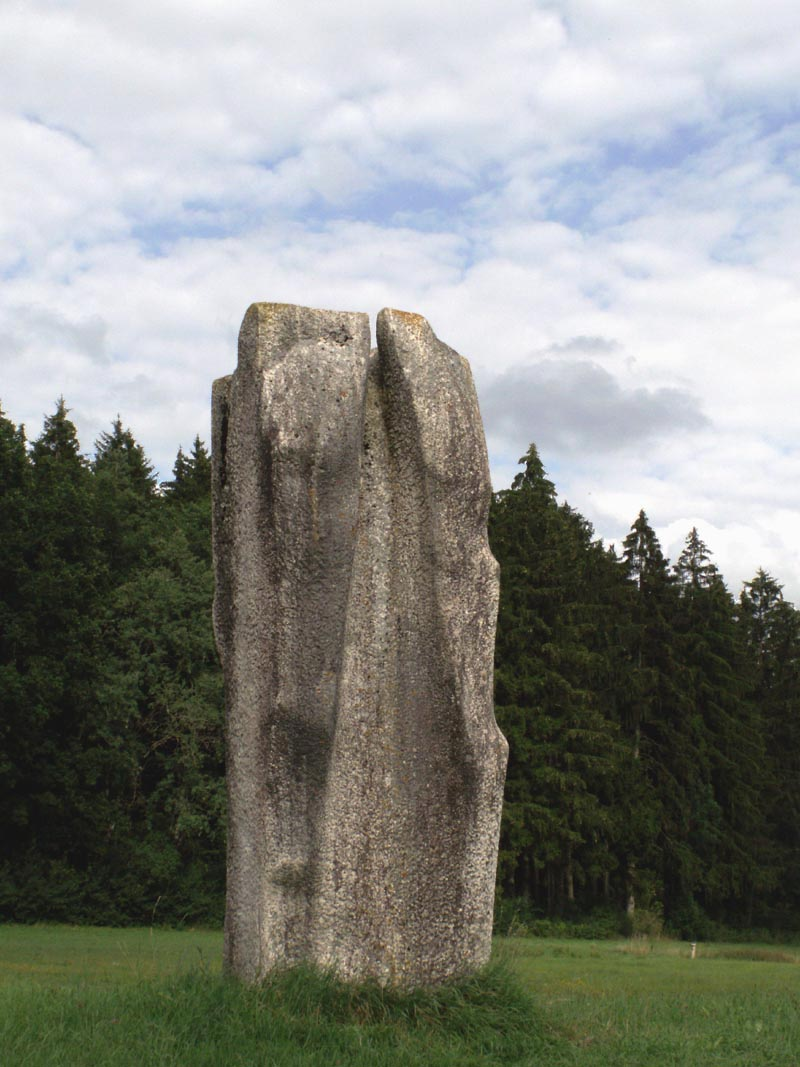
Yasuo Mizui: Kaskade aus Licht (1969/70)
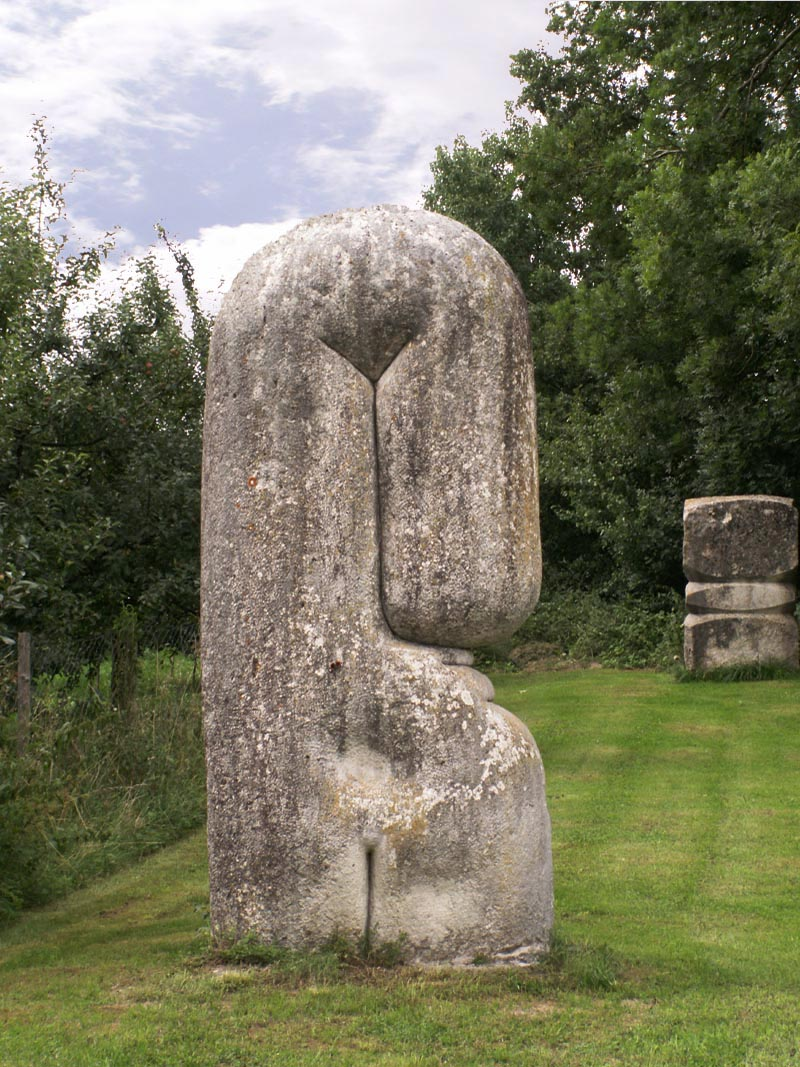
Herbert George: Untitled (1969/70)

### Symposium 2000
An dem vom Mitte September bis Mitte Oktober 2000 ausgerichteten Bildhauersymposion nahmen zehn Bildhauer teil, die alle den gleichen Naturstein bearbeiteten, den Gauinger Travertin. Es handelt sich um einen Sinterkalk aus Gauingen, der unweit des Veranstaltungsorts gebrochen wird. Durch die Verwendung dieses lokalen Gesteins war beabsichtigt, dass die Bildhauer die Umgebung einbeziehen und sich auf den Charakter des Steins einstellen aus dem u. a. das in der Nähe befindliche Kloster Zwiefalten erbaut worden ist.
Die Bildhauer arbeiteten an den Skulpturen vier Wochen lang und die Skulpturen wurden von Oggelshausen in Richtung Bad Buchau aufgestellt. Das Symposion wurde kunstgeschichtlich von Andrea Wolter-Abele begleitet und fand Unterstützung durch zahlreiche Sponsoren, einschließlich einer Förderung durch die Europäische Union. Das Gestein ist relativ weich, sofern es kurz vorher im Steinbruch gewonnen wurde, und härtet anschließend weiter aus. Die Teilnehmer im Jahre 2000 waren:
| - Michael Dan Archer, Großbritannien - Patrick Crombé, Belgien - Hans Michael Franke, Deutschland | - Uli Gsell, Deutschland - Gerold Jäggle, Deutschland - Marit Lyckander, Norwegen | - Josef Nadj, Deutschland - Axel F. Otterbach, Deutschland - Irma Ortega Pérez, Spanien | - Peter Randall-Page, Großbritannien |

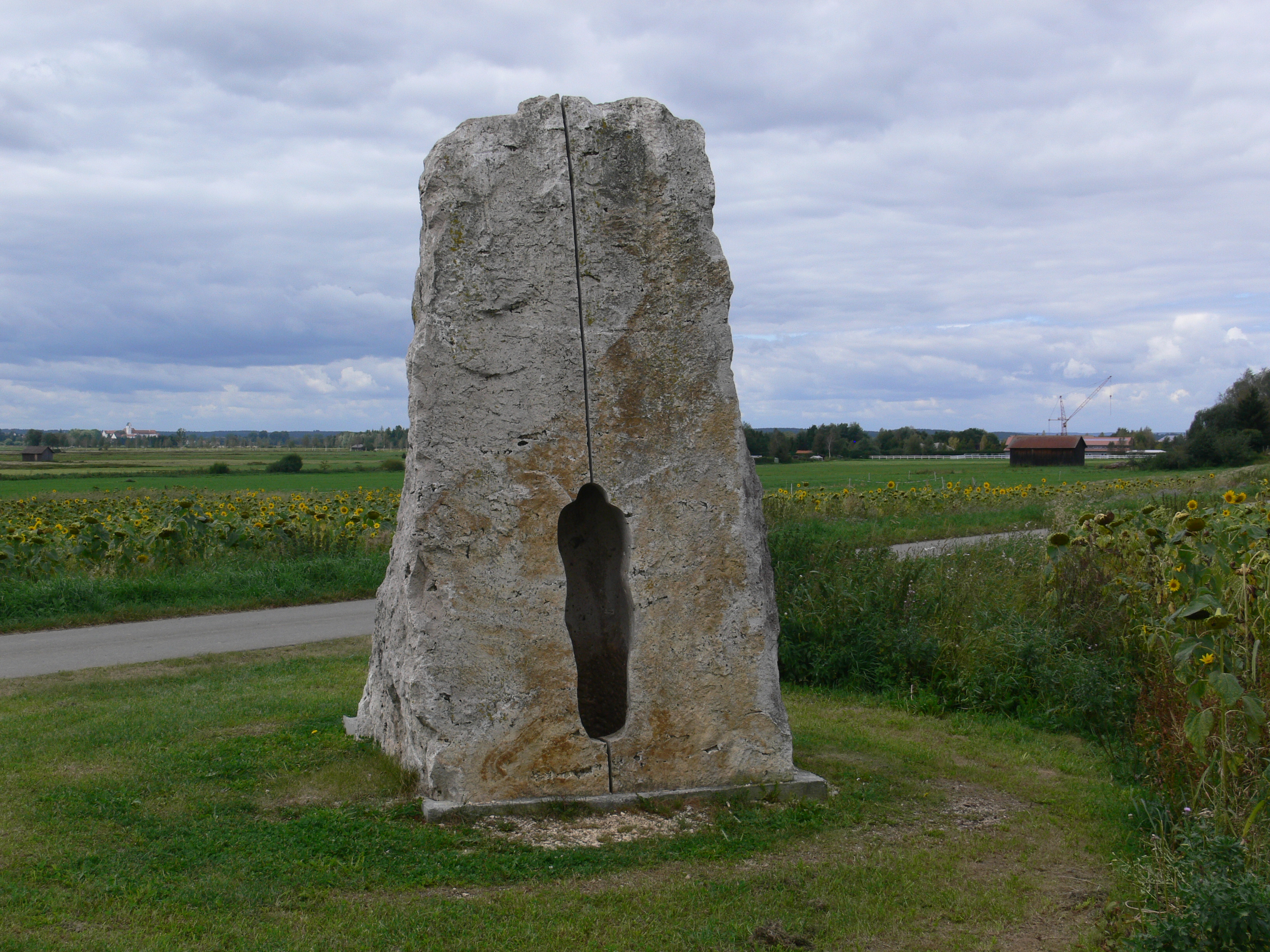
Marit Lyckander: Ganz innen VI – Helt i VI
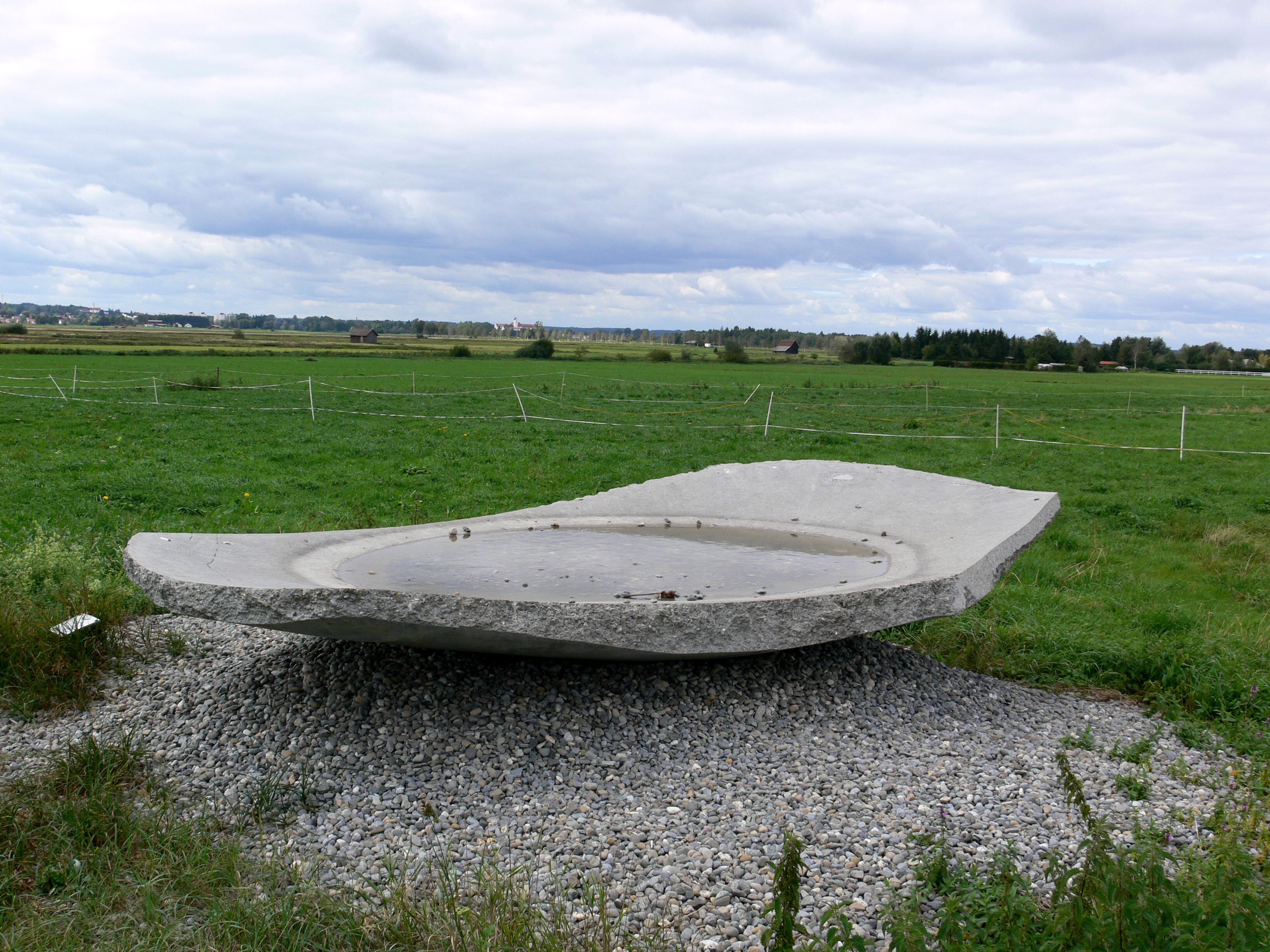
Gerold Jäggle: Federseeschale
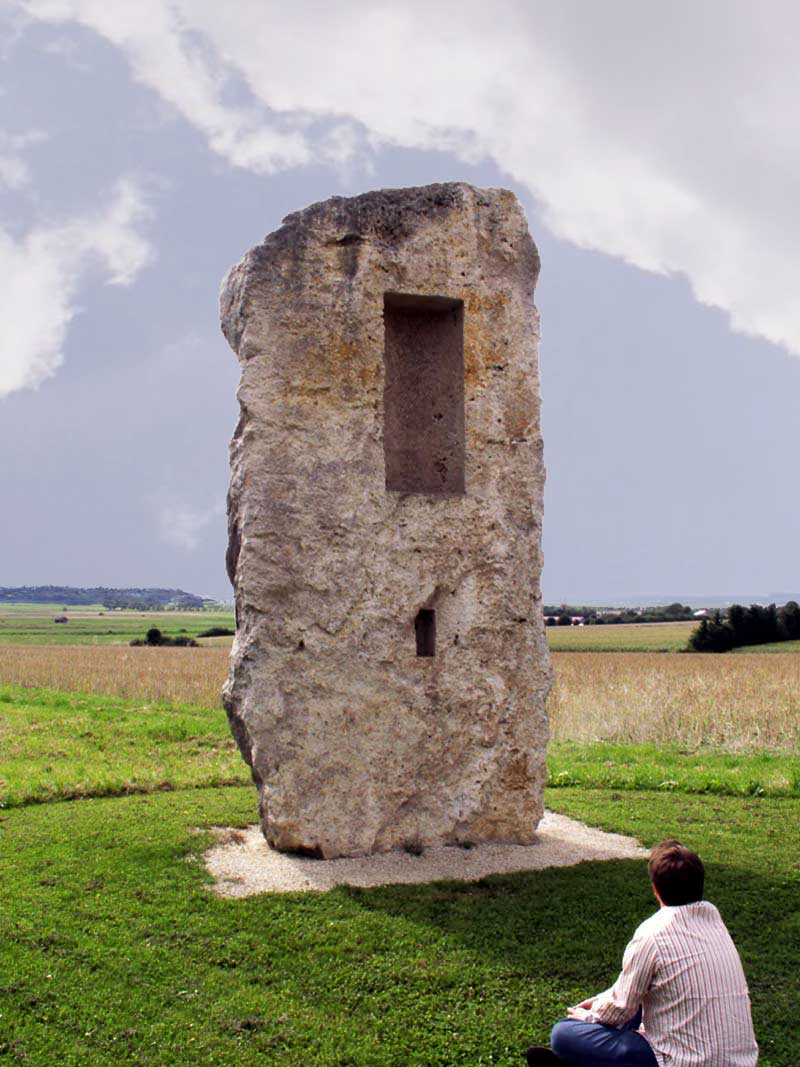
Uli Gsell: Vom Morgen bis zum Abend
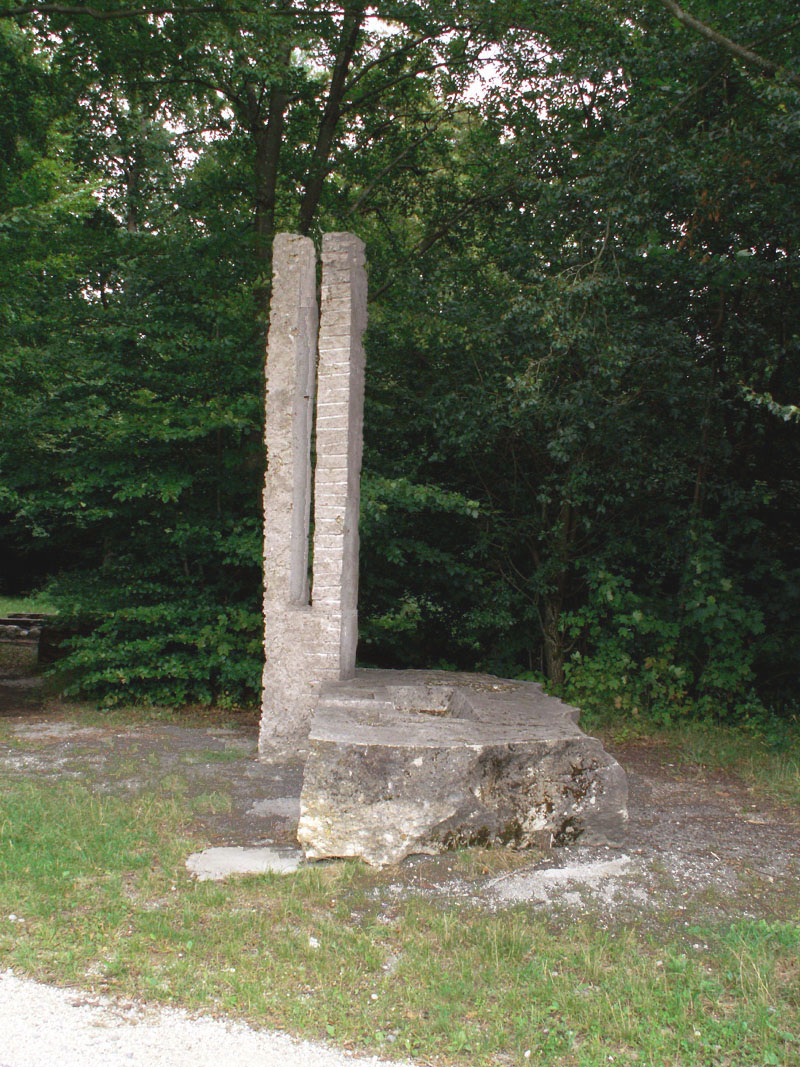
Michael Dan Archer: Heiligtum

## Skulpturenweg
Das vier Kilometer lange Skulpturenfeld Oggelshausen führt zunächst durch die Ortschaft Oggelshausen bis zu einem Wanderparkplatz. Von dem aus sind die Skulpturen von Patrick Crombé am Ortseingang von Oggelshausen links zu finden, von Irma Ortega Pérez auf dem Parkplatz neben der Landstraße zwischen Bad Buchau und Oggelshausen und von Axel F. Otterbach vor der Rehabilitationsklinik Schloss Bad Buchau bei der Stiftskirche in Bad Buchau.